# Johannes' Åbenbaring
Johannes' Åbenbaring er den sidste bog i Det Nye Testamente i Bibelen. Det første ord i Johannes' Åbenbaring ἀποκάλυπσις (koiné for "åbenbaring"), har givet navn til genren apokalypser.

## Forfatteren
I vers 9 i 1. kapitel kalder forfatteren sig Johannes. Han antages ifølge traditionen at være apostlen Johannes, der omtaler sig selv som den, der vil bevidne Guds ord, vidnesbyrdet fra Kristus.
Det anses dog som lidet sandsynligt, at apostlen Johannes skulle være forfatteren af skriftet. Dels er det formentlig skrevet, da apostlen Johannes ville være omkring 100 år gammel, dels er der ingen tegn på i skriften, at forfatteren kendte Jesus. Det anses som mest sandsynligt, at forfatteren er en jødekristen profet, der tilhørte en gruppe af profeter, der var anerkendt af de menigheder, hvortil skriftet er rettet, men forfatterens præcise identitet er ikke afklaret.

## Datering
Åbenbaringen dateres almindeligvis til omkring år 95 først og fremmest, fordi biskop Irenæus skriver, at skriftet blev til i slutningen af kejser Domitians regeringstid. Andre har set skriftet som en reaktion på kejser Neros forfølgelser af de kristne, og daterer det derfor til 64-70 e.Kr. Årsagen til den sidste datering bliver tit argumenteret med, at Templet i Jerusalem bliver beskrevet som om, at det stadigvæk eksisterer, mens åbenbaringen bliver skrevet af Johannes. 
“Og deres lig skal ligge på gaden i den store by, hvis åndelige navn er Sodoma og Egypten, og hvor deres herre blev korsfæstet.” Johannes åbenbaring 11:8
Det jødiske tempel blev som kendt fuldstændigt ødelagt i år 70 af romerne, og derfor sættes dateringen, af nogle, til før den begivenhed. Den tidligste store advokat for den tidligere datering er teologen Kenneth Gentry.

## Struktur
Johannes' åbenbaring kan deles i tre hoveddele:
1. Indledning (kap. 1). Indledningen udgør den narrative ramme, hvor skriftets forfatter møder den himmelske Kristus på øen Patmos. Kristus dikterer syv breve, der udgør de næste to kapitler
2. Brevene til de syv menigheder i Lilleasien, der skildres som forfulgt af romerne: Efesos, Smyrna, Pergamon, Thyatira, Sardes, Filadelfia og Laodikea. (kap. 2-3)
3. Hoveddel; en samling af profetisk-apokalyptiske visioner (kap. 4-22). De apokalyptiske visioner handler om de plager, himlen sender over menneskeheden. Plagerne rammer jorden, da Satan er fordrevet fra himmelen og nu hersker på jorden. Apokalypsen forudsiger dommedag og skabelsen af en ny himmel og en ny jord. Det findes ingen konsensus men forskellige teorier, om hvordan hoveddelen er organiseret

## Indhold
I hoveddelen af Johannes' Åbenbaring, beskriver verdens sidste dage og kampen mellem Gud (det gode) og Satan (det onde), herunder det sidste fatale sammenstød, Armageddon. Det ender med, at Satan bliver bundet i 1000 år, og derefter kommer der en kort tid, hvor Satan slipper løs, til prøvelse af sjælene.
Luther påpegede, at Kristus hverken læres eller erkendes i skriftet. Hos Johannes skal fjenderne ikke elskes, de skal udryddes.

## Centrale symboler i skriftet
Lammet: Lammet, der står slagtet foran tronen, er tilsyneladende et billede på Jesus efter hans opstandelse og død. Han omtales også som "Løven af Judas Stamme, Davids Rodskud" med en hentydning Jesu slægtstavle som den sande Messias. (1Mos 49:9-10; Jes 11:1) Her videreføres billedet af Guds Søn som det evige påskeoffer, der døde for menneskenes synd og død. (Åbenbaringen kap. 5).
De fire apokalyptiske ryttere: Den sejrende kriger på den hvide hest er tydeligvis en hærfører eller konge, som er ren og ophøjet. Rytteren på den flammende røde hest får et stort sværd for at "tage freden fra jorden, så folk myrder hinanden" og symboliserer krig. Rytteren på den sorte hest har en vægt med sig, som han skal bruge til veje fødevarer. Det kan antyde mangelvarer, nød eller sjæle. Og den sidste rytter, Døden, sidder på en isabellafarvet hest med "dødsriget" efter sig. Farven er tydeligvis ment som sygelig og symbol på pest og anden sygdom. Teksten opsummerer de fire rytternes ridt og siger, at "de fik givet magt over en fjerdedel af jorden, til at dræbe med sværd og sult og pest og jordens vilde dyr". Dette billede kan ses som en parallel til tegnet på verdens ende i Matthæus 24/25 og Lukas 21. –Åb 6.
De 144.000: 144.000 fra Israels 12 stammer (12.000 fra hver) omtales som Guds tjenere, som bliver udmærket eller får et mærke i panden. Den historiske hentydning er markeringen af israelitternes boliger i Egypten, før Guds engel kom og dræbte alle Egyptens førstefødte – en begivenhed som er markeret i den jødiske påske. (2Mos 12:21-27) Navnene på de 12 stammer i Åbenbaringen stemmer ikke overens med de 12 stammer, som Israel bestod af gennem århundrederne før Kristus; Efraim og Dan er fjernet fra listen, mens Josefs sønner er bevaret og Levi stamme er taget med. –Åb 7; 4Mos 1:4-16, 47.
Den store skare: Efter synet af de 144.000 beskrives "en stor skare, som ingen kunne tælle, af alle folkeslag og stammer, folk og tungemål". Disse tjener Gud og Lammet foran tronen, klædt i klæder vasket hvide i Lammets blod. Blodet har således en symbolsk, rensende virkning, idet det bortvasker synder. De hilser Lammet med palmegrene i hænderne: en hentydning til menneskemasserne, der hilste Jesus velkommen til Jerusalem ved påskeindtoget i Jerusalem. (Joh 12:12-13) Den store skare velsignes ved, at den overlever "den store trængsel" og oplever fred og beskyttelse med Lammet som sin vogter. –Åb 7.
Naturlige elementer: Hav, landjord, træer og himmel er symboler på menneskemasser og menneskelige institutioner. "Skad ikke jorden eller havet eller træerne, før vi har beseglet vor Guds tjenere på deres pande" (7:3) Til sammenligning omtaler Salme 96:11-13 disse elementer som syngende og jublende i lovprisning til Herren. Åb giver selv denne forklaring på vandet i et af billederne: "De vande, som du har set kvinden sidde ved, er folk og skarer, folkeslag og tungemål." –Åb 17:15 (1992-oversættelse; i tidligere oversættelser er kvinden en skøge (1907))
Dragen, kvinden og drengebarnet: I Åb 12 angriber "en stor, ildrød drage med syv hoveder og ti horn" Guds kvinde og forsøger at sluge det drengebarn, hun føder. Her er Dragen ifølge vers 9 den samme som "den gamle slange, som hedder Djævelen og Satan, og som forfører hele verden." Henvisningen går på syndefaldet, hvor Djævlen talte gennem en slange for at lokke den første kvinde, Eva, til fald (1 Mos 3). Kvinden i Åb 12 kan ses som Eva, men da hun placeres i himmelen og "med en krans af tolv stjerner på hovedet", ser det ud som hun er begunstiget af Gud, noget Eva ikke var. Det første drengebarn som Eva fødte, Kain, blev heller ikke genstand for særlig opmærksomhed eller tilbedelse. Drengebarnet har til opgave at "vogte alle folkeslagene med et jernscepter", noget der passer til beskrivelsen af Messias, Guds Søn, i Salme 2:9. Drengebarnet bliver reddet fra Dragen og rykket op til Gud, som altså gør krav på barnet. Dragen selv taber sin kamp mod Ærkeenglen Mikael og dennes engle, og bliver kastet ud af himlen: "… Men ve over jorden og havet, for Djævelen er kommet ned til jer med stort raseri, fordi han ved, at hans tid er kort."
Flerhovedede, fantastiske dyr: Som i Daniels bog beskrives en række dyr som symboler på kongemagter eller riger (bjørnen, løven, vædderen og bukken i Dan 7 og 8), som kan ses som tilsvarende symboler. Nogle af dem har flere hoveder, og alle har mange horn, som symboler på magt. Dyrene får magt fra Dragen eller fra hinanden og kæmper mod Guds folk, de hellige, mens de forfører resten af menneskene. Det panterlignende dyr bliver formeret, ved at der bliver fremstillet et billede af det (på opdrag fra et andet dyr), og billede vækkes til live. Det nye dyrs navn er 666, også kaldet Dyrets tal. –Åb. 13.
666: Et dyr med to horn som et lam, men som taler som en drage, giver jordens folk befaling om at fremstille en billedstøtte til ære for det leopardlignende dyr med syv hoveder og ti horn. Billedstøtten eller "dyrets billede" er altså en død kopi, men der blæses liv i det, og det kan tale. Det oplyses, at dyrets billede har et navn eller et kendetegn - "den, der har forstand, må regne på dyrets tal, for det er et mennesketal". Dyrets tal er 666. Ingen kan "købe eller sælge" uden at have Dyrets mærke, navn eller tal på deres højre hånd eller pande. I bibelsk sammenhæng ses tallet 6 som symbol på noget ondt eller noget, der er i opposition til Gud. Fx er den seksfingrede filisterkæmpe (1Krø 20:6) og kong Nebukadnesar IIs billedstøtte af guld, der var seks alen bred og 60 alen høj. (Dan 3) At tallet seks er gentaget tre gange kan understrege graden af ondskab eller urenhed. At tallet bruges som et mærke på mennesker, som tilbeder dyrets billede frem for Gud, er naturligvis i kontrast til de 144.000, der har Guds og Lammets navn skrevet på deres pander som et mærke. –Åb 13.